# Grande révolte berbère
 (février 2015).
Si vous disposez d'ouvrages ou d'articles de référence ou si vous connaissez des sites web de qualité traitant du thème abordé ici, merci de compléter l'article en donnant les références utiles à sa vérifiabilité et en les liant à la section « Notes et références ».
Batailles
La grande révolte berbère de 739/740 à 743, s'est déroulée durant le règne du calife omeyyade Hicham ibn Abd al-Malik et marque la première sécession réussie du califat omeyyade. Échaudés par des prédicateurs puritains kharijites, les berbères se révoltent contre leurs gouverneurs arabes omeyyades qui leur imposent le régime du dhimmi qui se traduit notamment par l'imposition de lourdes taxes. La révolte est d'abord menée par Maysara, un chef berbère de la tribu des Imteghren, dans l'actuel Maroc, duquel les Omeyyades sont expulsés et contraints de s'exiler en Andalousie, la révolte se répand dans le reste du Maghreb et à travers le détroit de Gibraltar à al-Andalus.
Malgré leurs efforts les berbères sont vaincus en Ifriqiya a la bataille d'Al asnam après avoir échoué à s'emparer de Kairouan. Durant la bataille ils subissent de lourdes pertes, les chefs de l'armée rebelle meurent, et le reste des insurgés berbères est exécuté. Le Maghreb occidental se fragmente donc en une série de petits États arabo-berbères indépendants du pouvoir Omeyyade, dirigés par des chefs tribaux et des imams kharijites.
Les Omeyyades perdent temporairement le contrôle du Maroc et de l'ouest de l'Algérie mais garde le contrôle de l'actuelle Tunisie, libye, est Algérien et d'al-Andalus (actuelle péninsule ibérique) .
La révolte berbère fut probablement le plus grand revers militaire du règne du calife Hicham. De cette révolte émergent quelques-uns des premiers États musulmans à l'extérieur du califat.

## Contexte

### Les inégalités entre Arabes et Berbères
Les causes sous-jacentes de la révolte étaient les politiques des gouverneurs omeyyades de Kairouan qui avaient autorité sur tout le Maghreb (toute l'Afrique du Nord-Ouest, à l'ouest de l'Égypte) et Al-Andalus.
Dès le début de la conquête musulmane du Maghreb, les commandants arabes traitent leurs auxiliaires non arabes (notamment berbères) de manière inégale. À leur arrivée au Maghreb, les Omeyyades doivent faire face à des populations en majorité chrétiennes en Ifriqiya, et païennes dans le Maghreb al-Aqsa (le Maroc moderne), avec des minorités juives. Certaines populations berbères du Maghreb se convertissent très vite et participent dès lors à l'essor de l'Islam dans la région, mais les autorités arabes continuent malgré cela à les traiter comme des populations de second rang.
Les Berbères participent à la plupart des combats de la conquête musulmane de l'Hispanie, mais ne reçoivent qu'une part réduite du butin. Ils sont alors souvent affectés à des tâches dangereuses (par exemple, les Berbères étaient toujours placés en première ligne lors de combats, alors que les forces arabes étaient en retrait ; ils formaient les garnisons sur les frontières les plus dangereuses, etc.)[réf. nécessaire]. Le gouverneur arabe de l'Ifriqiya, Moussa Ibn Noçaïr, avait mis en avant ses lieutenants berbères (le plus célèbre étant Tariq ibn Ziyad), mais ses successeurs, notamment Yazid ibn Abi Moslim, les avait au contraire, traité particulièrement mal.
La plupart des gouverneurs arabes continuent de percevoir l'impôt dhimmi (jizya et kharâj), et de maintenir en esclavage une partie de la population non arabe, pourtant convertie à l'islam, et ce en violation directe de la loi islamique. Cela devient particulièrement commun pendant les califats d'Al-Walīd Ier, et de Sulayman ibn Abd al-Malik
En 718, le calife omeyyade ʿUmar II interdit finalement la perception de taxes et l'esclavage sur les musulmans non arabes, désamorçant ainsi une grande partie des tensions. Mais des défaites militaires coûteuses durant les années 720 et 730 contraignent les autorités califales à chercher des moyens innovants pour reconstituer leurs richesses. Durant le califat de Hicham, en 724, les interdictions sont alors laissées de côté avec des réinterprétations (par exemple lier l'impôt foncier de kharaj à la terre plutôt qu'au propriétaire, de sorte que les terres qui étaient soumises au kharâj puissent rester sous le kharâj même si le propriétaire devient musulman entretemps).

### L'essor des courants radicaux
En conséquence, les Berbères deviennent plus réceptifs aux prêcheurs kharijites radicaux de l'Est (notamment des Sufrites et plus tard des Ibadites) qui avaient commencé à arriver dans le Maghreb dans les années 720. Les Kharijites prêchent une forme puritaine de l'islam, en promettant un nouvel ordre politique, où tous les Musulmans sont égaux, indépendamment de l'origine ethnique ou du statut tribal et la loi islamique serait alors strictement respectée. 
L'appel du message kharijite aux oreilles berbères permet à leurs militants de pénétrer progressivement les régiments berbères et les centres de population. Les mutineries sporadiques menées par des garnisons berbères (par exemple sous Munuza en Cerdagne en 729-31) sont alors réprimées avec difficulté. Le gouverneur ifriqiyen Yazid ibn Abi Moslim, qui reprend ouvertement la Djizîa et humilie sa garde berbère en marquant au fer leur mains, est assassiné par cette dernière en 721.
En 734, Ubayd Allah ibn al-Habhab (en) est nommé gouverneur omeyyade de Kairouan, avec le pouvoir de surveillance sur tout le Maghreb et al-Andalus. Venant après une période de mauvaise gestion, Ubayd Allah entreprend d'accroître les ressources fiscales du gouvernement qui pèsent fortement sur les populations non-arabes, reprenant l'imposition extraordinaire et l'esclavage sans raison valable. Ses adjoints Uqba ibn al-Hajjaj al-Saluli (it) à Cordoue (Al-Andalus) et Omar ibn el-Mouradi à Tanger (Maghreb) reçoivent des instructions similaires. L'échec des expéditions coûteuses en Gaule durant la période 732-737, repoussées par les Francs sous Charles Martel, ne font qu'augmenter le fardeau fiscal. L'échec parallèle des armées califales dans l'Est n'apporte aucun soulagement financier de Damas.

## Conséquences politiques en Al-Andalous
Les nouvelles de la victoire berbère dans l'actuel Maroc résonnent dans Al-Andalus, où les Berbères sont en nombre conséquent les Arabes. Ainsi, craignant que les garnisons berbères locales s'inspirent du mouvement kharidjite, l'élite arabe andalouse démet rapidement de ses fonctions l'adjoint d'Ubayd Allah ibn al-Habhab, Oqba ibn al-Hajjaj al-Saluli, en janvier 741, et le remplaça par son prédécesseur, Abd al-Malik ibn Qatan al-Fihri, un homme plus populaire tant parmi les Arabes que parmi les Berbères.

## Révolte en al-Andalous
Le coup d’État qui plaça Abd al-Malik ibn Qatan al-Fihri à la tête d'al-Andalus, au début 741, avait été parfaitement organisé. Mais une fois la nouvelle de la bataille de Bagdoura connue, un soulèvement général des Berbère d'al-Andalus ne pouvait plus être évité. En octobre 741 ont lieu les premières mutineries de garnisons berbères au nord du Douro. Ces dernières démettent de leur fonction leurs commandants arabes, abandonnent leur poste de garnison pour former leur propre armée rebelle berbère et marchent vers le sud de la péninsule, à la rencontre des Arabes andalous.
Les noms de ses dirigeants sont demeurés inconnus, mais l'armée rebelle andalouse berbère était organisée en trois colonnes : la première devait prendre Tolède (la principale ville de garnison de la marche centrale), la deuxième visait Cordoue (la capitale des Omeyyades), et la troisième devait s'emparer d'Algésiras, où les rebelles espéraient mettre la main sur la flotte andalouse afin de recevoir des troupes berbères supplémentaires d'Afrique du Nord.
Après l'évacuation soudaine des garnisons frontalières du nord-ouest, le roi chrétien Alphonse Ier des Asturies envoie ses troupes s'emparer des forts abandonnés. Avec une rapidité et une facilité remarquables, le nord-ouest de la péninsule et les rives amont de l'Èbre sont conquises par Alphonse et perdues à jamais par les musulmans d'Al-Andalus. Les Asturiens dévastent par la suite plusieurs villes et villages sur les rives du Douro et déportent les populations locales des villes et villages des basses terres de Galice et Léon vers les montagnes, créant ainsi une zone tampon vide dans la vallée du Douro (le désert du Douro) entre les Asturies au nord et Al-Andalus au sud. Cette nouvelle frontière restera en place pendant plusieurs siècles. Des communautés pastorales berbères demeurèrent toutefois dans les montagnes autour des Asturies et León. Ces communautés berbères piégées furent appelées « Maragatos (es) » par les chrétiens du Léon (étymologie incertaine, peut-être de Mauri Capti, « Maures captifs »). Finalement convertis au christianisme, les Maragatos (es) conservent longtemps leur costume distinctif, leurs coutumes et leur mode de vie d'origine berbère.

## Conséquences
La « fin » de la grande révolte berbère se situe autour de 742-743, après l'échec des armées berbères à Kairouan ou Cordoue.
Les régions nouvellement indépendantes (la zone correspondant actuellement au Maroc et à l'ouest de l'Algérie) sont morcelées en plusieurs États berbères indépendants. Il s'y développe un islam enrichi d’éléments chiites (par opposition aux Omeyyades sunnites) ou de syncrétisme comme les Berghouata dans le Tamesna en 744, l'État d'Abou Qurra à Tlemcen en 742 et l'émirat Midraride des Sufrites à Sijilmassa en 758.
Plus tard, des dynasties non-berbères finissent par accéder au pouvoir avec le soutien des populations locales, comme les Rostémides, une dynastie kharijite d'origine persane qui, en 761, établit un imamat sur la zone de Tahert, puis la dynastie chérifienne des Idrissides à Volubilis, en 789 (Idris Ier arrière-petit-fils du prophète, était également en opposition avec le nouveau califat abbasside).
À cette époque, de nombreuses zones (tels que Djerba, Ouargla, Sétif, Tozeur, Gafsa et le Djebel Nafusa), bien que n'étant pas organisées en États, sont également dirigées par des Kharijites.
L'ouest de l'Algérie et le Maroc sont récupérés par les Omeyyades seulement lorsque les Idrissides prêtent allégeance aux Omeyyades d'Espagne, suivis des Maghraoua et des Beni-Ifren vers le milieu du Xe siècle.